# Anthophora lusitanica
Anthophora lusitanica är en biart som beskrevs av Heinrich Friese 1919. Anthophora lusitanica ingår i släktet pälsbin, och familjen långtungebin. Inga underarter finns listade i Catalogue of Life.